# Wallagonia leerii
Espèce
Synonymes
- Waallago leerri Bleeker, 1851
- Wallago nebulosus Vaillant, 1902
- Wallagonia tweediei Hora & Misra, 1941

Statut de conservation UICN

 LC  : Préoccupation mineure
Wallagonia leerii, communément appelé Tapah en malais, est une espèce de poissons-chats d'eau douce de la famille des Siluridae.
Il est utilisé comme nourriture en Asie du Sud-Est depuis l'Antiquité.

## Distribution
Cette espèce se rencontre dans les bassins hydrographiques de la Thaïlande, de Malaisie et d'Indonésie sur les îles de Sumatra et de Bornéo.

## Description
Il peut atteindre jusqu'à 150 cm de long et peser jusqu'à 86 kg.

## Systématique et taxinomie
Cette espèce a été décrite sous le protonyme Wallago leerii par Bleeker en 1851. Elle est placée dans le genre Wallagonia par Myers en 1938. Wallagonia est placé en synonymie avec Wallago par Haig en 1952. Wallagonia est relevé de sa synonymie par Roberts en 2014.
Les deux autres espèces du genre Wallagonia, Wallagonia micropogon du bassin du Mékong et Wallagonia maculatus du bassin du fleuve Kinabatangan à Bornéo, sont actuellement considérées comme des espèces distinctes. Les scientifiques soupçonnent toutefois fortement qu'il pourrait s'agir en fait de sous-espèces de Wallagonia leerii, car la seule différence semble résider dans une coloration légèrement différente.

## Publication originale
- Bleeker, 1851 : Vijfde bijdrage tot de kennis der ichthyologische fauna van Borneo, met beschrijving van eenige nieuwe soorten van zoetwatervisschen. Natuurkundig Tijdschrift voor Nederlandsch Indië, vol. 2, no 3, p. 415-442 (texte intégral).